# Molteni&C
Molteni&C è un'azienda operante nel settore dell'arredamento appartenente al Gruppo Molteni.

## Storia
Fu fondata come azienda artigianale nel 1934 a Giussano, in provincia di Milano (poi provincia di Monza e della Brianza), da Angelo Molteni, imprenditore brianzolo e futuro cavaliere del lavoro, tra i promotori del Salone Internazionale del Mobile. Nel primo dopoguerra realizza mobili partendo dal tronco e coprendo tutte le fasi produttive. Nel 1969 si ha la conversione completa ai mobili di design, cui segue l'acquisto delle aziende Unifor e Citterio, nel settore ufficio e, nel 1979, di Dada, azienda di mobili per la cucina.
Negli anni, Molteni&C è diventata una realtà per la produzione di mobili.
Dopo la direzione artistica affidata a Luca Meda, che chiama a progettare per Molteni gli architetti Aldo Rossi e Afra e Tobia Scarpa, negli anni novanta comincia la collaborazione con alcuni designer italiani e internazionali, tra cui Jean Nouvel, Foster and Partners, Patricia Urquiola, Rodolfo Dordoni, Hannes Wettstein.
Nata come azienda specializzata nella produzione di sistemi, oggi produce ancora completamente in Italia un'offerta per la casa, affiancata da una divisione contract che realizza navi da crociera, teatri, musei, hotel, ristoranti e residenze collettive.
Molteni&C ha ricevuto nel 1994 il Compasso d’Oro alla carriera promosso da ADI (Associazione per il Disegno industriale).